# Camilo Fernando Castrellón Pizano
Camilo Fernando Castrellón Pizano SDB (ur. 22 września 1942 w Bogocie) – kolumbijski duchowny rzymskokatolicki, w latach 2010–2020 biskup Barrancabermeja.

## Życiorys
Wstąpił do zgromadzenia księży salezjanów i tam złożył pierwsze śluby 29 stycznia 1963, zaś 24 grudnia 1968 śluby wieczyste.
Święcenia kapłańskie przyjął 2 grudnia 1972. Był m.in. delegatem prowincjalnym ds. powołań (1985-1993), radnym prowincjalnym (1989-1996), a także inspektorem kolumbijskiej prowincji (1996-2001).

### Episkopat
23 kwietnia 2001 papież Jan Paweł II mianował go biskupem diecezji Tibú. Sakry biskupiej udzielił mu 6 czerwca tegoż roku ówczesny nuncjusz apostolski w Kolumbii, abp Beniamino Stella. Prekonizowany biskupem Barrancabermeja 2 grudnia 2009 przez papieża Benedykta XVI, objął kanonicznie urząd 6 marca następnego roku.
29 maja 2020 przeszedł na emeryturę.